# Philip Jones Griffiths

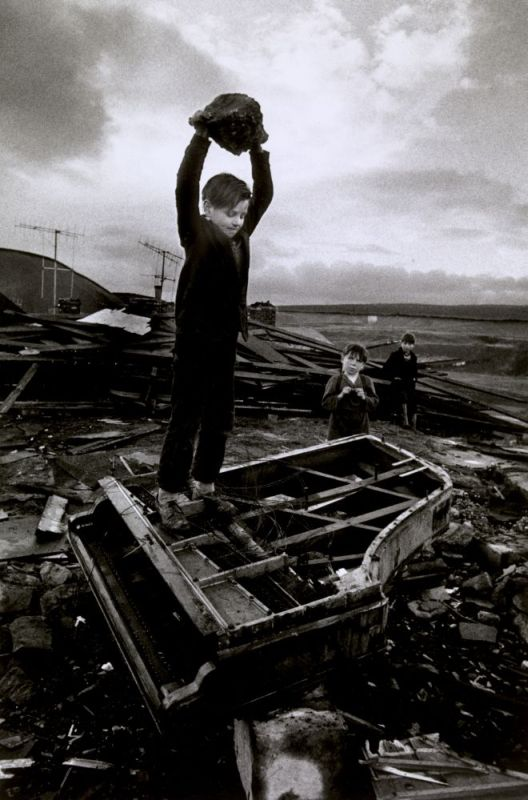
Noi destruint un piano a Pant-i-Waen, Gal·les del sud. Jones Griffiths, 1961

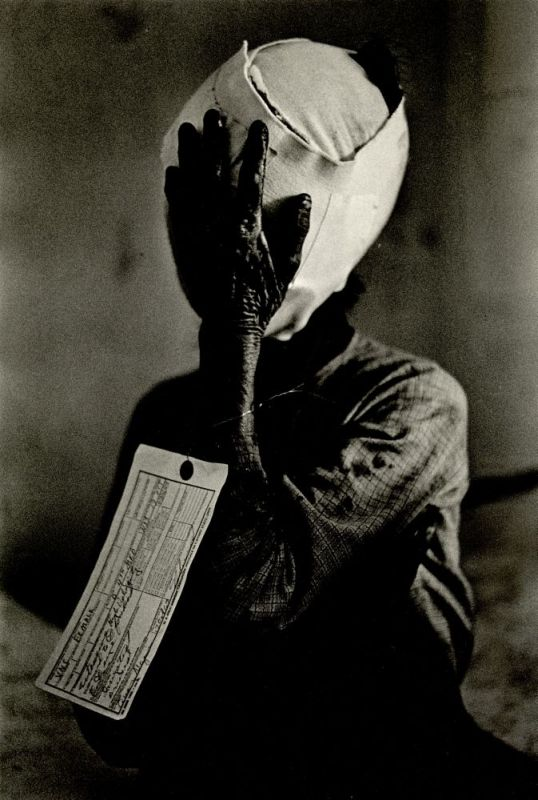
Dona marcada amb el senyal VNC (civil vietnamita), Vietnam, 1967. Jones Griffiths

Philip Jones Griffiths (18 de febrer de 1936 – 19 de març de 2008) va ser un fotògraf gal·lès especialitzat en fotoperiodisme conegut per la seva cobertura de la Guerra del Vietnam.

## Biografia
Va néixer a Rhuddlan a Flintshire, al nord de Gal·les, el seu pare era supervisor local del servei de transports del London, Midland and Scottish Railway, i la seva mare infermera del districte de Ruddlan, on va establir una petita clínica maternal a casa. Va tenir tres germans. Va estudiar farmàcia a Liverpool i va treballar a Londres com a director nocturn en una sucursal de Boots a Piccadilly. Al mateix temps treballava com a fotògraf a temps parcial per The Guardian.
La seva primera fotografia va ser d'un amic i la va realitzar amb una Brownie de la família en un bot de rems a Holyhead.
Mai va estar casat, ja que considerava el matrimoni com una idea burgesa, però si va tenir "relacions" significatives. Va tenir dues filles: Fanella Ferrato i Katherine Holden, fruit de relacions a llarg termini amb Donna Ferrato i Heather Holden. Va morir de càncer el 19 de març de 2008.
El periodista John Pilger va escriure poc després de la seva mort: "mai vaig conèixer un estranger que es preocupés tan sàviament dels vietnamites, o de les persones normals de tot el món que es troben sota la bota del poder com Philip Jones Griffiths. Va ser un gran fotògraf i un dels millors periodistes que he trobat en la meva vida i amb un gran humanitarisme. Les seves fotografies de persones normals, des de la seva Gal·les estimada fins al Vietnam i les ombres de Cambodja, et fa adonar-te que els herois existeixen. N'era un d'ells".

## Trajectòria professional
El 1961 va començar el seu treball com a fotògraf independent per The Observer amb dedicació exclusiva i va viatjar a Algèria el 1962. Va arribar a Vietnam el 1966, treballant amb l'agència Magnum.
L'agència Magnum va trobar que les seves imatges eren difícils de vendre a les revistes americanes, ja que es concentraven en el sofriment dels vietnamites i reflectien una guerra fruit de la descolonització europea. No obstant això, va ser capaç d'aconseguir una exclusiva que enganxà als americans: fotografies de Jackie Kennedy de vacances amb un amic britànic a Cambodja. A partir d'aquestes fotos va poder continuar la seva cobertura de la guerra del Vietnam i publicar el llibre Vietnam Inc. el 1971.

Aquest llibre va tenir una influència important en les percepcions americanes de la guerra i es va convertir en un clàssic del fotoperiodisme. El llibre era el resultat del seu treball entre 1966 i 1971. Inclou descripcions crítiques dels horrors de la guerra, així com un estudi de vida rural vietnamita i punts de vista de soldats americans. Probablement una de les cites més conegudes del llibre sigui la que té relació amb el napalm, oferta per una font de l'exèrcit nord-americà:
| « | 'Segur que hem complagut a aquells nois de la rebotiga de Dow. El producte original no era tant calent, ja que si els asiàtics eren ràpids, se'l podien treure. Així que els nois van començar a afegir poliestirè i ara s'enganxa com una taca en un llençol. Però si l'asiàtic saltés a l'aigua podria deixar de cremar-se, així que van començar a afegir-li fòsfor blanc (Wllie Peter) perquè cremi millor. I just amb una gota és suficient perquè continui cremant fins l'os, i en tot cas moririen per enverinament amb fòsfor'. | » |

Henri Cartier-Bresson va dir: "Ningú des de Goya ha retratat cap guerra com Philip Jones Griffiths". El president sudvietnamita, Nguyễn Văn Thiệo, va criticar el treball de Griffiths assenyalant "Hi ha moltes persones que no vull que tornin al meu país, però li puc assegurar, senyor Griffiths, que el seu nom està al capdamunt de la llista".
El 1973, Griffiths va cobrir la guerra de Yom Kipur. Després va estar treballant a Cambodja des de 1973 a 1975. El 1980, es va convertir en el president de l'agència Magnum, càrrec que va ocupar durant cinc anys. El 2001 es va tornar a imprimir Vietnam Inc. amb prefaci de Noam Chomsky. Entre els seus llibres posteriors es troben Dark Odyssey, que és una col·lecció de les seves millors imatges i Agent Orange, que desenvolupa l'impacte de l'Agent Taronja empleat per Estats Units en les generacions de la postguerra al Vietnam.
És considerat un important representant de l'"assaig fotogràfic".

## Fundació per a l'estudi de la Guerra "Philip Jones Griffiths"
Després d'assumir la seva condició de malalt terminal el 2001, Jones Griffiths va crear una Fundació per preservar els seus arxius, sota la direcció de les seves filles. El 2015, la Biblioteca Nacional de Gal·les, a Aberystwyth, va adquirir l'arxiu complet de Philip Jones Griffiths, que inclou aproximadament unes 150.000 diapositives i unes 30.000 impressions.

## Llibres
- Vietnam, Inc. ISBN 978-0-7148-4603-3.
  - New York: Collier Books (Macmillan), 1971.
  - London: Phaidon Press, 2001, reimpressió en 2006.
- Bangkok, Ámsterdam, 1979.
- Dark Odyssey. New York: Aperture, 1996. ISBN 978-0-89381-645-2.
- Agent Orange: Collateral Damage in Vietnam. London: Trolley, 2004. ISBN 978-1-904563-05-1.
- Vietnam at Peace. London: Trolley, 2005. ISBN 978-1-904563-38-9.
- Recollections. London: Trolley, 2008. ISBN 978-1-904563-70-9.